# Macaye
Macaye, eller Makea (baskiska), är en kommun i departementet Pyrénées-Atlantiques i regionen Nouvelle-Aquitaine i sydvästra Frankrike. Kommunen ligger i kantonen Hasparren som tillhör arrondissementet Bayonne. År 2022 hade Macaye 594 invånare.

## Befolkningsutveckling
Antalet invånare i kommunen Macaye
| Referens: INSEE |